# Zip Zip
Zip Zip é uma série de desenho animado francesa criada por Aurore Damant, baseada na ideia original de Anne Ozannat e produzida pelo estúdio de animação GO-N Productions. Na Alemanha, a série estreou no canal Super RTL em 23 de março de 2015, e na França, a série começou a ser exibida pelo canal France 3 em 4 de abril de 2015. No Brasil estreou pelo Disney Channel em 19 de outubro de 2015. Em Portugal é exibida pela SIC K.
Foi renovado para uma segunda temporada que estreou em 8 de julho de 2019, enquanto no Brasil, estreou no dia 1 de outubro de 2019.

## Enredo
Washington, uma raposa, Sam, um javali, Eugenie, a irmã mais nova de Sam e Suzie, uma passarinha preta fêmea estão cansados de viverem na região selvagem e para aproveitar a vida na cidade, eles começam a se disfarçar de mascotes de uma família.

## Transmissão mundial
| País                   | Canal          | Data de estreia       | Ref.   |
| ---------------------- | -------------- | --------------------- | ------ |
| Alemanha               | Super RTL      | 23 de março de 2015   | [ 3 ]  |
| França                 | France 3       | 4 de abril de 2015    | [ 4 ]  |
| Polónia                | teleTOON+      | 13 de abril de 2015   | [ 7 ]  |
| Austrália              | Disney XD      | 1 de junho de 2015    | [ 8 ]  |
| Itália                 | Disney XD      | 15 de junho de 2015   | [ 9 ]  |
| Coreia do Sul          | Disney Channel | 23 de junho de 2015   | [ 10 ] |
| Sudeste Asiático       | Disney Channel | 14 de julho de 2015   | [ 11 ] |
| Países Baixos          | Disney XD      | 17 de agosto de 2015  | [ 12 ] |
| Bélgica                | Disney XD      | 17 de agosto de 2015  | [ 12 ] |
| Israel                 | Disney Channel | 6 de setembro de 2015 |        |
| América Latina         | Disney Channel | 4 de outubro de 2015  | [ 13 ] |
| Brasil                 | Disney Channel | 19 de outubro de 2015 | [ 5 ]  |
| Indonésia              | Spacetoon      | 6 de janeiro de 2016  | [ 14 ] |
| Portugal               | SIC K          | TBA                   | [ 14 ] |
| Angola                 | DStv Kids      | TBA                   | [ 14 ] |
| Moçambique             | DStv Kids      | TBA                   | [ 14 ] |
| Rússia                 | Disney Channel | TBA                   | [ 14 ] |
| Índia                  | Disney Channel | TBA                   | [ 14 ] |
| Japão                  | Disney Channel | TBA                   | [ 14 ] |
| Suécia                 | SVT            | TBA                   | [ 6 ]  |
| Emirados Árabes Unidos | E-Junior       | TBA                   | [ 6 ]  |